# 内卷化
內耗、内卷化（英語：involution），又译过密化、包裹化，簡稱內捲，原是一個社会学概念，指一種文化模式發展到一定水準後，無法突破自身，只能在內部繼續發展、複雜化的過程。
內捲化是人類社會獨有的現象，和生物學中的“退化”和“進化”都截然不同。內捲不會幫助人類從一個低效的階段進步到高效的階段，但也不會讓人們退化掉某種能力。
大約從2018年開始，「內捲」一詞在中國大陸變得廣為人知，並引申表示付出大量努力卻因遞減定律而得不到等價的回報，必須在競爭中超過他人的社会文化，包含了惡性競爭、逐底競爭等更為負面的含義。

## 詞源
内卷化出自拉丁语的一詞，原意是“包起来”“卷起来”等。英語的有“纠缠”、“螺旋向内”、“错综复杂”等意思，也可以指数学上的“對合”。
该词因德国哲学家伊曼努尔·康德、美国人类学家亞歷山大·古登威澤爾、美国社会学家克利福德·格爾茨等人的使用而闻名。

## 概念的发展
德国哲学家伊曼努尔·康德区分了“内卷化”（英語：involution）与“演化”（德語：Entwicklung）的不同意涵。德国数学家、哲学家戈特弗里德·莱布尼茨在1714年使用“演化”（英語：Evolution）一词来形容如蛆之于苍蝇、毛虫之于蝴蝶等的个体生物的发育过程，指出这些过程只是上帝将生命以无数单子的形式放入世界后的展开。康德在《判断力批判》一书中对莱布尼兹所提出的进化论（theory of evolution）进行批判时，指出按照莱布尼茨的理论，所有的进化已经存在于生命的起源之中，因而进化论就是“退化论”（theory of involution）。在康德的使用中，“Involution”的主要含义则是内卷、内缠、退化复原等。
美国人类学家亚历山大·古登威泽尔发展了内卷化的概念：在1936年的研究原始文化的一篇论文中，他使用“内卷化”来形容某文化模式达到某最终形态后，无法自我稳定，也无法转变为新的形态，只能使自己在内部更加复杂化。戈登威泽认为，文化模式达到了极致之后，模式的规定导致了文化的外在的统一性，从而渐进发展起统一性内部的不同要素的多样性：如毛利人的装饰艺术要素很少，却有着复杂而精细的设计，戈登威泽将这种现象称为内卷化。
30年后，美国人类学家克利福德·格爾茨在 《农业的内卷化：印度尼西亚生态变迁的过程》一文中借用戈登威泽的内卷化概念，以研究爪哇的水稻农业。格尔茨认为，印度尼西亚许多世纪以来稻作的强化产生了更多是社会的复杂性，而不是技术或者政治的变革，这一过程也被格尔茨称为“内卷化”（英語：Involution）。格尔茨使这一概念在人类学界与社会学界广为知晓，成为一种描述社会文化发展迟缓现象的专用概念。

## 农业内卷化
格爾茨在《农业的内卷化：印度尼西亚生态变迁的过程》一书中提出了“农业的内卷化”这一概念，用以解答为什么爪哇没有产生农业变革以促进工业革命的发生。格尔茨在书中认为，1830年代以后的爪哇受到两个方面的限制，一个是增长的人口压力，另一个则是阻碍本地经济作物种植和商业部门发展的帝国主义模式。而爪哇面对土地短缺却采取了共同分担贫困（英語：shared poverty）的模式，引起了爪哇工业化的失败。格尔茨援引戈登威泽的内卷化概念，指出文化模式发展到极致后，带来内部的修饰性和装饰性，强化技术细节，无休止地增加鉴赏性，并且用以对应到爪哇的水稻农业在土地使用、租佃关系、劳动力安排等方面的复杂化，将爪哇的梯田形容为“过分欣赏性的发展、一种技术哥特式的雕琢、一种组织上的细化”。
格尔茨还将印度尼西亚的农业内卷化引申到城市范畴。第二次世界大战之后的民族独立未有带来印度尼西亚的快速发展，人口涌入城市却没有带来工业化，引起的只不过是以原来在农业中出现的共同分担贫困（英語：shared poverty）的模式拓展到城市中。跨国公司通过开采国家资源控制贫困人口，同时提升了精英的权势，使得贫苦民众生活更难以受到制度保障，经济的增长也无益于大众。
格爾茨的内卷化概念借由印度裔汉学家杜贊奇、历史学家黄宗智等人的使用引入中国农村研究，在中国学界引起爭論。黄宗智在2000年所著《华北的小农经济与社会变迁》中，用经济学的边际效益递减来解释内卷化，与格尔茨原本的理论有所不同。

## 政权内卷化
杜赞奇在《文化、权力与国家——1900-1942年的华北农村》（Culture, Power, and the State: Rural North China, 1900-1942）中引用该概念到中国农村社会发展分析，并提出“国家政权内卷化”（State Involution）。
李怀印、张佩国等学者反驳“国家政权内卷化”这一概念的定义，并强调华北村落存在自律性。

## 概念的拓展
此外，相关分析已拓展到国有企业分析、城市研究、学术研究、教育发展、法律诉讼、民主发展、制度创新等不同领域，成为了中国社会学研究中影响较广、提及频率较高的概念之一。

## 网络使用

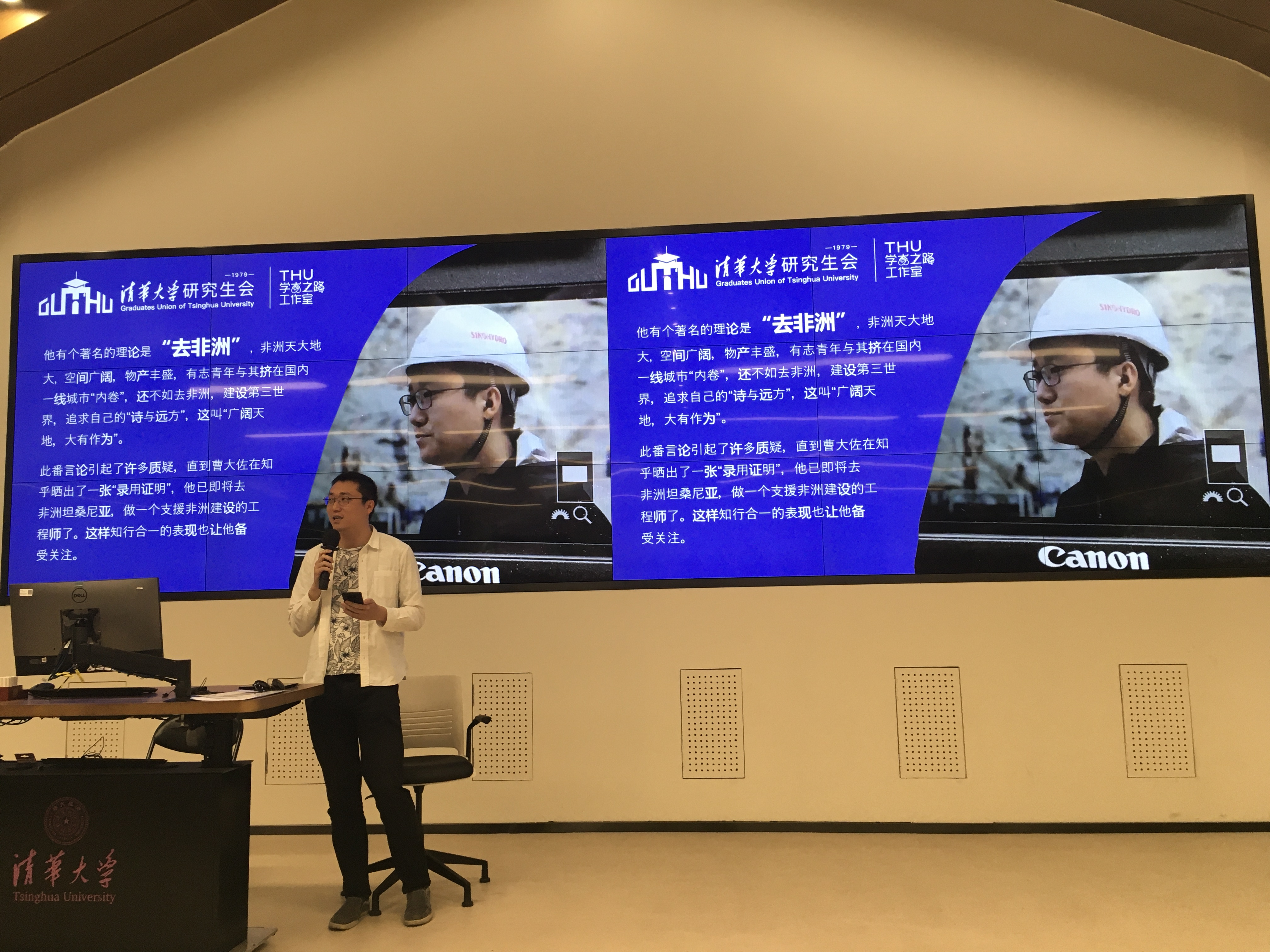
清華大學博士生曹豐澤宣傳其“反内卷”理論

大約從2018年開始，内卷化一词逐步进入中国公众视野，其含义也发生了偏移。格尔茨、黄宗智等学者的“内卷化”是用来解释农耕社会为何未能工业化、转化成资本主义经济的概念。而在中国网络文化中，“内卷”一词用来指代内部恶性竞争、過度競爭，或逐底競爭（race to the bottom）的現象。如一家公司，原本实行八小时工作制，但有些人自愿加班，并得到管理层的赏识。此时，原先按时上下班的人开始担心自己成為劣勢者，也自愿加班，久而久之，加班便成为常态，最後變成如果不自愿加班，就會影響自己在職場的生存，降低談判力。
2020年4月，CC98论坛的微博账户以“超级内卷”评价清华大学大一的C++课程作业难度过大后，内卷迅速成为了知乎上的讨论热点，并被引申到当代学生的学业压力和竞争强度等范畴，迎来了学界以外的第一波讨论热点。2020年9月，清華大學幾張照片引發「内卷」討論，有張騎在自行車上抱著筆電寫論文，有人邊騎車邊看書，有人騎車吃麵。「清華卷王」的說法開始傳出，内卷引發網上許多人的共鳴。
虽然这两种定义在「局限于内部」、「低水平重复」、「边际效益递减」等意义上有一定相似性，但其具体机制有所不同。人类学家项飙将网络上流行的内卷描述为「不断抽打自己的陀螺式的死循环」及「一种不允许失败和退出的竞争」。也有网友将其描述为「在一个集团内部通过压榨自己，极度竞争，以获取微小的优势」。受到网络热度影响，2018年以来，含有内卷化关键词的论文数量不断增长，但该词的用法已经脱离原本的社会学内涵。

## 政治术语
2024年7月30日，中共中央政治局召开会议指出，要培育壮大新兴产业和未来产业。要大力推进高水平科技自立自强，加强关键核心技术攻关，推动传统产业转型升级。要有力有效支持发展瞪羚企业、独角兽企业。要强化行业自律，防止“内卷式”恶性竞争。强化市场优胜劣汰机制，畅通落后低效产能退出渠道。